# Łódź Lublinek (stacja kolejowa)
Łódź Lublinek – stacja kolejowa położona na południowo-zachodnich obrzeżach Łodzi, w dzielnicy Polesie, w pobliżu osiedla Lublinek i Portu Lotniczego im. Władysława Reymonta, przy przejeździe kolejowo-drogowym przy ulicy Sanitariuszek.

## Ruch pasażerski[3]
| Rok  | Wymiana pasażerska na dobę |
| ---- | -------------------------- |
| 2017 | 50-99                      |
| 2018 | 50-99                      |
| 2019 | 20-49                      |
| 2020 | 20-49                      |
| 2021 | 100-149                    |
| 2022 | 100-149                    |
| 2023 | 100-149                    |

## Krótki opis
Leżąca w dość dużym oddaleniu od centrum Łodzi stacja jest jednym z najmniejszych, czynnych dla ruchu pasażerskiego, elementów kolejowej mapy miasta. Jednocześnie dogodna lokalizacja na trasie między Łodzią Kaliską a Sieradzem (będącej jednocześnie „przelotówką” m.in. do Wrocławia, Poznania lub Kostrzyna nad Odrą) oraz bliskość lotniska sprawiają, iż jej utrzymanie wciąż jest opłacalne. Stacja pełni rolę przystanku kolejowego, na którym zatrzymują się pociągi Łódzkiej Kolei Aglomeracyjnej kursujące w relacji Łódź Kaliska – Sieradz (do 10 czerwca 2018 roku zatrzymywały się na stacji także pociągi REGIO przyjeżdżające do Łodzi Kaliskiej ze stacji Poznań Główny i Wrocław Główny). W pobliżu stacji znajduje się bocznica dla pociągów towarowych prowadząca do punktu zrzutu materiałów sypkich, a także nieczynna bocznica do podstacji trakcyjnej. Od stacji odchodziła również bocznica prowadząca w kierunku zakładów ceramicznych na Smulsku, obecnie jej pozostałością jest fragment toru przechodzący przez ul. Maratońską.

## Zmiana nazwy
W 2018 roku radni miasta Łódź zwrócili się do PKP PLK z wnioskiem o zmianę nazwy stacji z Lublinek na Łódź Lublinek, w związku ze znalezieniem się w 1988 stacji na terenie tego miasta. PKP PLK przychyliła się do wniosku, zapowiadając realizację wniosku w czerwcu 2020 roku. W nowym rozkładzie jazdy obowiązującym od 14 czerwca 2020 roku pojawia się nowa nazwa stacji Łódź Lublinek.
W 2021 roku w pobliżu stacji zatrzymują się autobusy MPK – Łódź linii 68 (Retkinia - Plac Niepodległości).

## Galeria

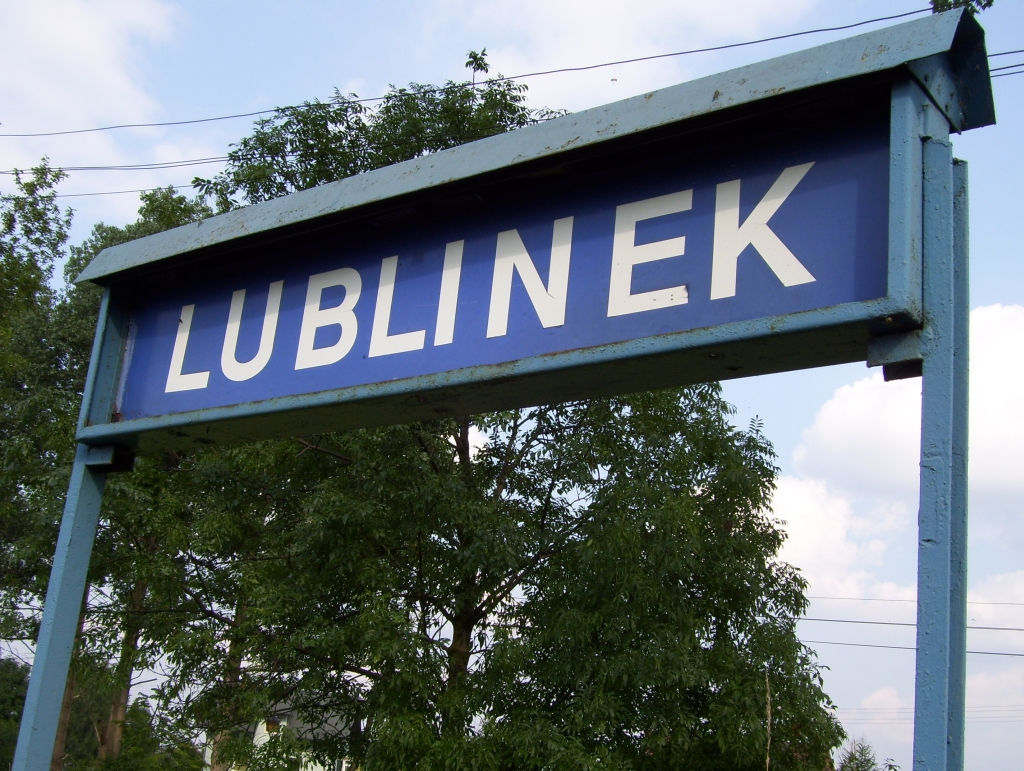
Tablica ze starą nazwą stacji
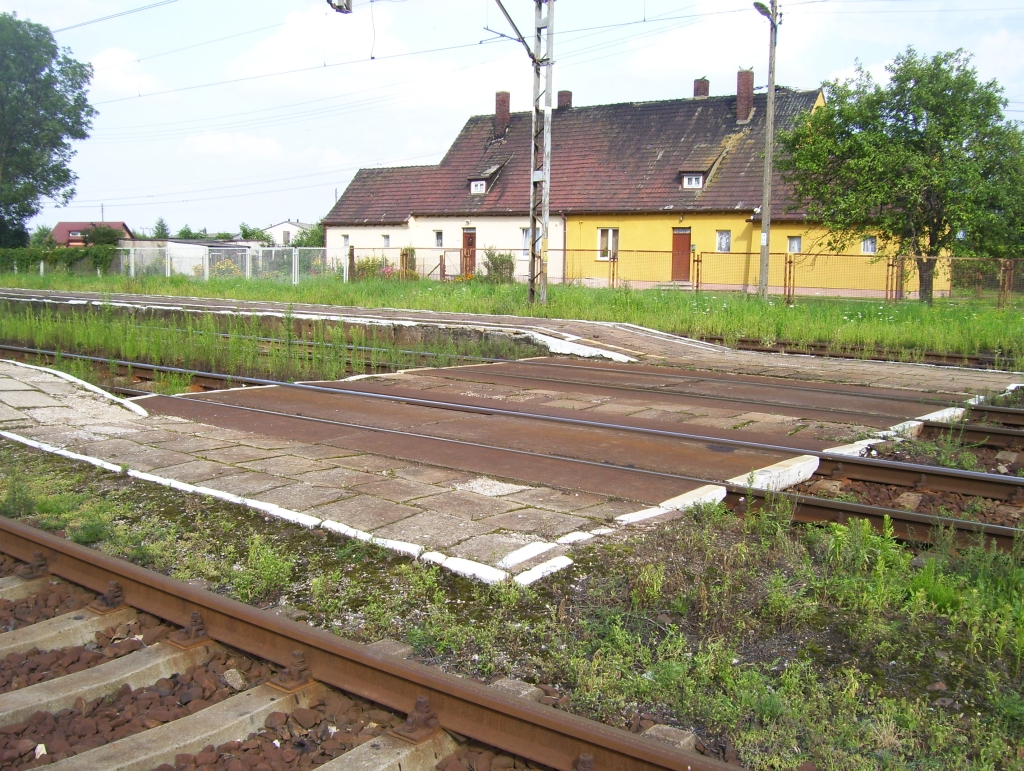
Przejście między peronami.
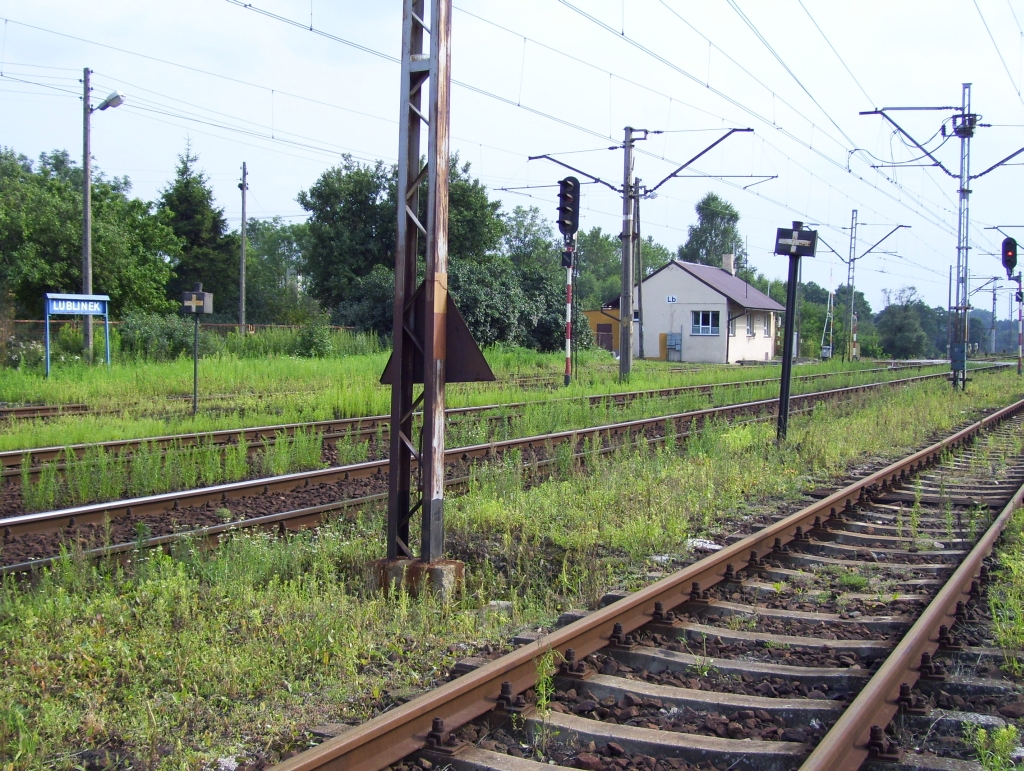
Po prawej: przejazd kolejowy przy ul. Sanitariuszek